# نووتازلاروو
نووتازلاروو (انگلیسی: Novotazlarovo) یک شهرک در شهرستان بورایفسکی باشقیرستان کشور روسیه است.